# Уманська міська централізована система бібліотек
Уманська міська централізована система бібліотек — мережа бібліотек міста Умань.
Мережа створена згідно з наказом №7 по Уманському міському відділу культури від 23 січня 1975 року «Про централізацію державних масових бібліотек м. Умані». Було прийнято рішення з 23 січня 1976 року централізувати державні масові бібліотеки на базі міської Центральної бібліотеки для дорослих, згідно з положенням про централізацію масових бібліотек. Міські бібліотеки були об'єднані в Уманську міську централізовану систему бібліотек.

## Структура
- Центральна бібліотека для дорослих[3]
- Бібліотека-філія №1[4]
- Бібліотека-філія №2[5]
- Бібліотека-філія №3[6]
- Бібліотека-філія №4[7]
- Бібліотека-філія №5[8]
- Бібліотека-філія №6[9]
- Центральна бібліотека для дітей[10]
- Бібліотека-філія №1 для дітей[11]
- Бібліотека-філія №2 для дітей[12]